# Eragrostis exigua
Eragrostis exigua är en gräsart som beskrevs av Michael Lazarides. Eragrostis exigua ingår i släktet kärleksgrässläktet, och familjen gräs. Inga underarter finns listade i Catalogue of Life.